# 下府村
下府村（しもこうむら）は、島根県那賀郡にあった村。現在の浜田市の一部にあたる。

## 地理
- 下府川の下流域に位置していた[1]。
- 海洋：日本海[1]

## 歴史
- 1889年（明治22年）4月1日、町村制の施行により、那賀郡下府村が単独で村制施行し、下府村が発足[1][2]。
- 1941年（昭和16年）8月1日 - 那賀郡上府村、国分村と合併して国府村を新設して廃止された[1][2]。

## 産業
- 甘藷、下府ブドウなどの農業。漁業[1]。